# Krejcerova sonata
Krejcerova sonata (Крейцерова соната) è un film del 1987 diretto da Michail Abramovič Švejcer e Sof'ja Mil'kina.

## Trama
Il film rivela i problemi morali ed etici posti dalla vita familiare.